# Vylkove
Vylkove (tiếng Ukraina: Вилкове) là một thành phố của Ukraina. Thành phố này thuộc tỉnh Odessa. Thành phố này có diện tích ? km², dân số theo điều tra dân số năm 2001 là 9.260 người.